# Miami Sharks
Miami Sharks Rugby Club (en español Tiburones de Miami) fue un equipo profesional de rugby con sede en la ciudad de Miami, Florida, Estados Unidos.
El club compitió entre 2024 y 2025 en la Major League Rugby, el principal torneo de rugby de Estados Unidos.
En agosto de 2025 se informó que el club no participará en la temporada 2026 de la Major League Rugby. 

## Historia
Fue fundado en 2023 por un grupo de inversores argentinos encabezados por Marcos Galperin, fundador de Mercado Libre y sus socios Ronaldo Strazzolini y Alejandro Macfarlane.
En 2023 el equipo contrató a su primer jugador, Tomás Cubelli, destacado jugador de la Selección de rugby de Argentina.
El 15 de septiembre de 2023, los Sharks anunciaron que una asociación con Inter Miami CF les permitiría jugar partidos en casa en el AutoNation Sports Field. La capacidad del estadio se ampliaría hasta incluir hasta 5.000 espectadores
El club debutó en competencias oficiales en la temporada 2024 de la Major League Rugby.